# Зимова класика НХЛ
Зимова класика (англ. NHL Winter Classic) — матч у рамках регулярної частини НХЛ, що проводиться просто неба. Такий поєдинок відбувається щороку 1 січня. Перша «Зимова класика» була зіграна у штаті Нью-Йорк у 2008 році.

## Історія

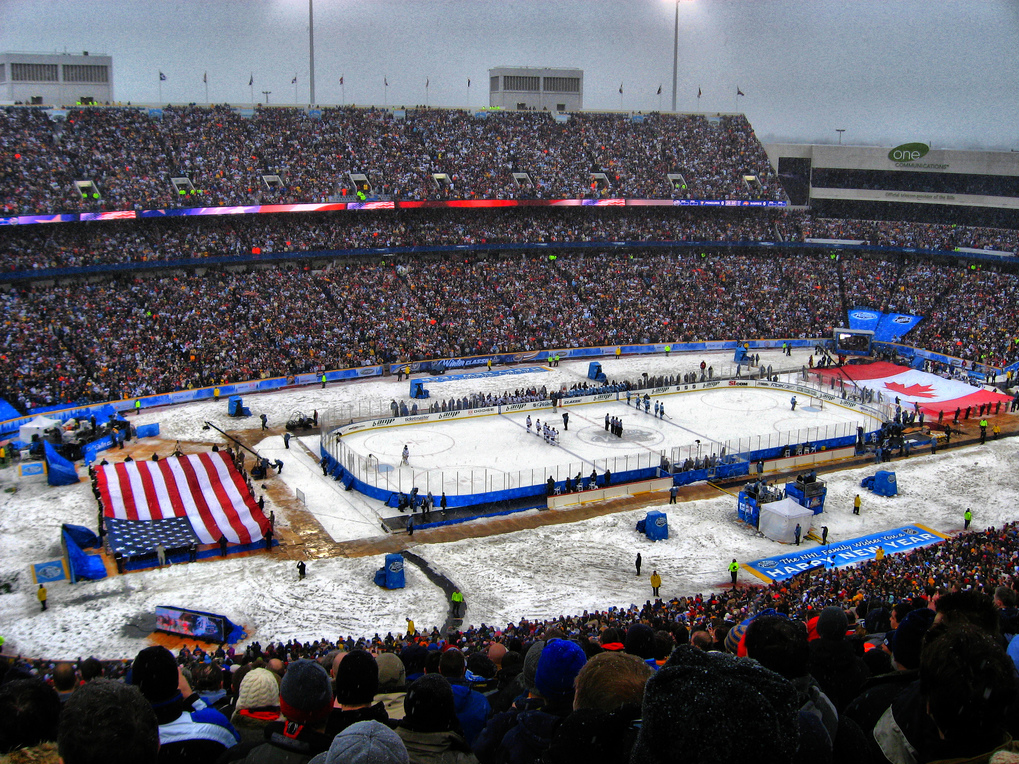
Перша Зимова класика на стадіоні Ралфа Вілсона

Ідея проведення хокейної зустрічі просто неба, в Північній Америці виникла досить давно. Вже в 1991 році команди НХЛ Лос-Анджелес Кінгс та Нью-Йорк Рейнджерс провели виставковий поєдинок у Лас-Вегасі. Та незважаючи на непогані відгуки, подібні зустрічі в XX сторіччі вже не проводилися.
Лише в жовтні 2001 року студентські команди Університету штату Мічиган та Мічиганського університету зіграли матч на футбольному стадіоні, подивитись на який прийшли 74 544 глядачів.
І, нарешті, 22 листопада 2003 року в Едмонтоні на легкоатлетичному «стадіоні Співдружності», в рамках Heritage Classic, відбувся матч регулярного сезону НХЛ, між командами Едмонтон Ойлерс та Монреаль Канадієнс. На відміну від поєдинку в Лас-Вегасі, результат цієї зустрічі зараховувався в загальний залік команд. Незважаючи на досить низьку температуру повітря (близько −20 °C), на матчі були присутні 57 167 глядачів.
Після перерви в чотири роки, 1 січня 2008 року, неподалік Баффало, проходить перший поєдинок із серії «Зимової класики». У зустрічі місцевих Сейбрс та гостей із Піттсбурга був встановлений рекорд відвідуваності матчів національної хокейної ліги: 71 217 вболівальників.
Такий успіх дозволив продовжити проведення «Вінтер Класік» і в наступному році. Цього разу хокейне дійство відбувалося в Чикаго, де зустрічалися одні з найстаріших команд ліги Чикаго Блекгокс та Детройт Ред-Вінгс. Цього разу успіх акції полягав у найвищих за останні десятиліття телерейтингах для одного хокейного поєдинку.
Одразу після чиказької зустрічі лігою було вирішено проводити «Зимову класику» щорічно.
Тож 1 січня 2010 року в Бостоні відбулася третя зустріч з серії між Брюїнс та Флайєрс. Вперше в «Зимовій класиці» перемогу святкували господарі.
У 2012 матч відбувся на день пізніше 2 січня, а у 2013 р. взагалі не проходив. Остаточно традиційним днем матчу — 1 січня стало з 2014, в той день також встановлено рекорд, на матч між «червоними крилами» та «Мейпл-Ліфс» було продано 105 491 квиток. 

## Матчі НХЛ просто неба
| Рік  | Дата              | Місце                             | Глядачі | Господарі           | Рахунок  | Гості               |
| ---- | ----------------- | --------------------------------- | ------- | ------------------- | -------- | ------------------- |
| 2003 | 22 листопада 2003 | Стадіон Співдружності, Едмонтон   | 57 167  | Едмонтон Ойлерс     | 3:4      | Монреаль Канадієнс  |
| 2008 | 1 січня, 2008     | Ральф Уілсон Стедіум, Оркард Парк | 71 217  | Баффало Сейбрс      | 1:2 (ШК) | Піттсбург Пінгвінс  |
| 2009 | 1 січня, 2009     | Ріґлі Філд, Чикаго                | 40 818  | Чикаго Блекгокс     | 4:6      | Детройт Ред-Вінгс   |
| 2010 | 1 січня, 2010     | Фенвей Парк, Бостон               | 38 112  | Бостон Брюїнс       | 2:1 (ОТ) | Філадельфія Флайєрс |
| 2011 | 1 січня, 2011     | Хайнц Філд, Піттсбург             | 68 111  | Піттсбург Пінгвінс  | 1:3      | Вашингтон Кепіталс  |
| 2012 | 2 січня, 2012     | Ситизенс Банк Парк, Філадельфія   | 46 967  | Філадельфія Флайєрс | 2:3      | Нью-Йорк Рейнджерс  |
| 2014 | 1 січня, 2014     | Мічиган Стедіум, Енн-Арбор        | 105 491 | Детройт Ред-Вінгс   | 2:3 (ШК) | Торонто Мейпл-Ліфс  |
| 2015 | 1 січня, 2015     | Нешналс-Парк, Вашингтон           | 42 832  | Вашингтон Кепіталс  | 3:2      | Чикаго Блекгокс     |
| 2016 | 1 січня, 2016     | Жилетт Стедіум, Фоксборо          | 67 246  | Бостон Брюїнс       | 1:5      | Монреаль Канадієнс  |
| 2017 | 1 січня, 2017     | Буш Стадіум, Сент-Луїс            | 46 556  | Сент-Луїс Блюз      | 1:4      | Чикаго Блекгокс     |
| 2018 | 1 січня, 2018     | Сіті Філд, Нью-Йорк               |         | Нью-Йорк Рейнджерс  |          | Баффало Сейбрс      |